# نادي سبورتي (الإمارات)
نادي سبورتي نادي كرة قدم إماراتي من الأندية الخاصة يلعب في دوري الدرجة الثالثة الإماراتي ويقع في أبو ظبي.